# 讨债鬼
讨债鬼，是中国传说的妖怪，因为因果報應思想而催生。除了讨债鬼，还有科場鬼、三世不能講話的喑鬼，都是佛教的因果報應思想产生。如果是因為你的原因而直接让對方死或自殺，那對方死後就會變成討債鬼，來跟你討債。討債鬼通常都會不斷纏擾害他的人，直到取得自己應得的事物為止。钟馗也对付过讨债鬼和穷鬼，故事出于《鍾馗平鬼傳》。鬼話選集多以鬼怪的名字為鬼話分類，另也有以情節內容、故事結構、鬼怪與人的關係等為分類依據，以行為命名的鬼怪包括催命鬼、賭鬼、色鬼、菸鬼、酒鬼、討債鬼等。

## 参看
- 中国妖怪列表